# 临港新片区中运量系统
临港新片区中运量系统，简称临港中运量，是服务于中华人民共和国上海市临港新片区的数字轨道电车系统（目前实际采用常规公交），目前有运营线路3条，设站20座，运营里程47.95公里。

## 规划历史
临港中运量的雏形最早可以追溯到2010年代。2012年07月19日，时任上海市交港局局长孙建平透露，上海将在徐汇滨江、松江、临港新城、虹桥商务区等地建设一批快速公交、有轨电车等中运量公共交通方式。2013年，曾提出在临港和世博区域建设有轨电车，后无下文。至2016年，确定了临港大道-环湖西三路-橄榄路-同顺大道-江山路一条中运量公交通道，并提出预留未来改为大运量的条件。2018年，公开了5条共约82公里的中运量公交线，所有线路均可换乘地铁16号线。2020年4月发布的《中国（上海）自由贸易试验区临港新片区交通提升三年行动计划（2020—2022年）》中，线路数量增加到6条，里程115公里；7月首次提出“数字轨道电车”（Digital-rail Rapid Transit, DRT）概念。2020年8月18日上午，首条线路T1线开工，计划初期采用纯电力运行，未来试行氢动力车辆。按照临港新片区“十四五”规划，到2025年临港中运量系统运营里程将达到50公里以上。

## “数字轨道电车”

### 导向
临港中运量使用的导向技术被称为“数字轨道电车”，有时也称为“数字轨道磁钉技术”。该技术总体上与智轨相似，即由某种程序导向方式控制胶轮铰接公交车沿虚拟轨道前进，区别在于临港中运量主要使用地面设置磁钉而非图像识别进行导向。临港中运量车辆同样由中国中车旗下企业总装，具体单位略有不同。智轨由株洲厂研发，临港中运量车辆由中车南京浦镇制造；导向组件由上海电气旗下企业提供。

### 动力
临港中运量1号线的“列车”采用超级电容的纯电动力驱动，而2、3号线的“列车”为氢燃料电池动力，T1线也有更换氢动力车辆的计划。

### 结局

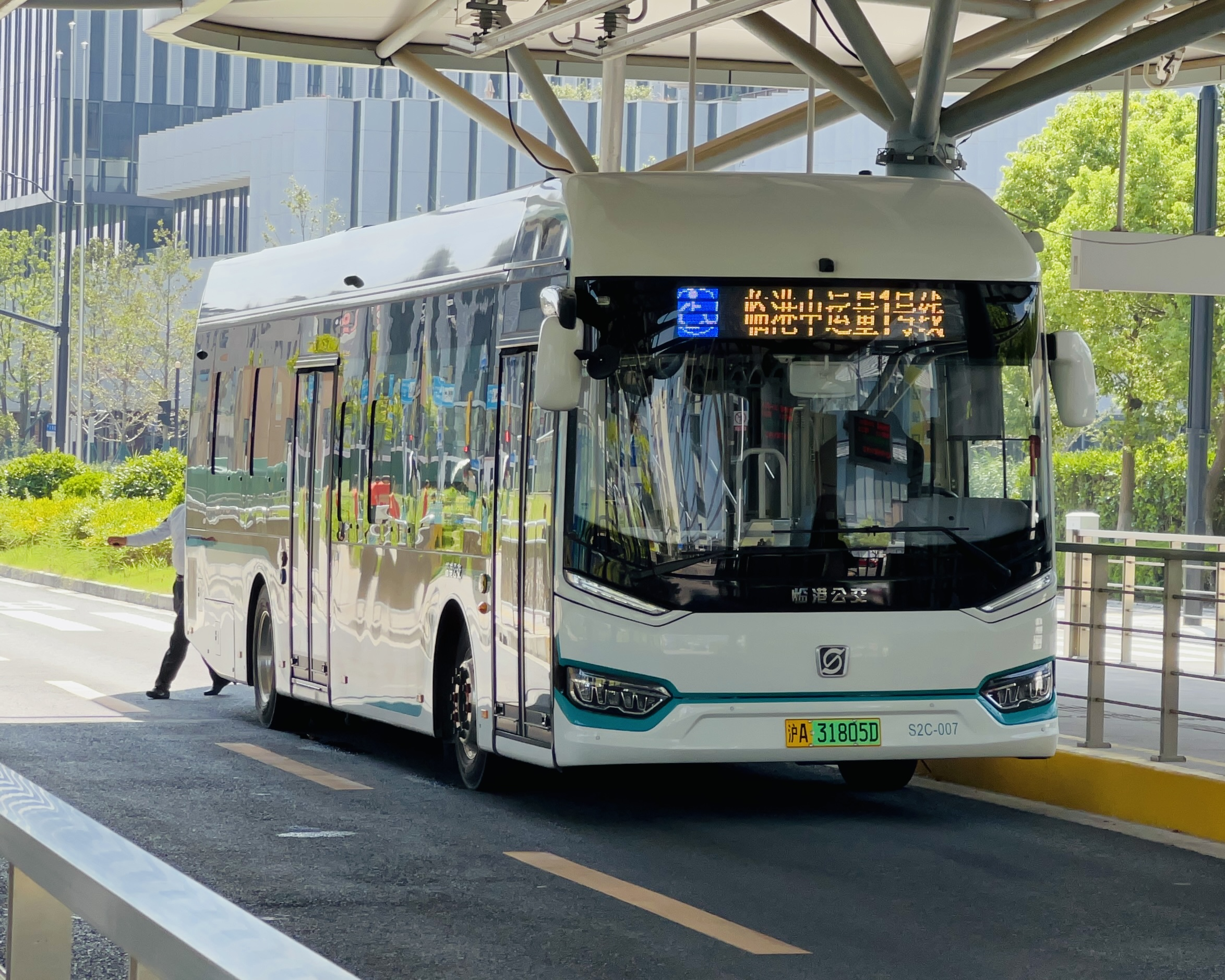
运营临港中运量1号线的普通双开门公交车。目前原有智轨列车下落不明

2023年7月1日起，1、2号线开始采用普通双开门公交车，随后3号线也开始采用普通双开门公交车，原有智轨列车状态不明。

## 线路列表

### 运营线路
2023年7月1日起，临港中运量1号线，2号线调整走向，以下信息为调整后的信息。7月5日，3号线开通运营，临港中运量首次进入奉贤区境内。
| 线路名称 | 开通日期       | 起讫站 | 起讫站   | 车站数目 | 线路长度（公里） |
| -------- | -------------- | ------ | -------- | -------- | ---------------- |
| 1号线    | 2021年6月30日  | 滴水湖 | 鸿音广场 | 13       | 22.75            |
| 2号线    | 2022年10月28日 | 滴水湖 | 滴水湖   | 8        | 15.3             |
| 3号线    | 2023年7月5日   | 飞渡路 | 草萱路   | 5        | 10.2             |

## 运营
目前除滴水湖和鸿音广场两座枢纽站以外，临港中运量其余所有车站均为道路中央的岛式车站，乘客需走人行横道进入站点。所有线路均采用2元单一票价，享受公交、地铁换乘优惠。2023年7月1日起，两线（以及稍后开通的3号线）暂时票价免费。2023年11月1日起，所有线路恢复2元单一票价。

## 争议
临港中运量运营中车辆颠簸、行车速度较慢，沿线不少区域尚未开发，导致乘客稀少，被部分私家车司机批评浪费且占用道路。对此南汇新城政府从城市规划角度给出的解释是“适度超前”，未回应颠簸问题。